# Bőzsöny Ferenc
Bőzsöny Ferenc (Pécs, 1931. január 7. – Budapest, 2018. október 25.) Kazinczy-díjas bemondó, előadóművész, tanár, a Magyar Rádió főbemondója. A „Magyar Rádió hangja”, a tiszta, érthető beszéd egyik etalonja volt.

## Élete
Családjával Budapestre költözött. Papnak készült, 1947-ben Veszprémben a Piarista Gimnáziumban tanult, ahol osztálytársa volt többek között Mádl Ferenc későbbi köztársasági elnök is. 1952-ben az akkori hatalom feloszlatta a gimnáziumot; főiskolára és egyetemre öt ízben sem vették fel, származása és előélete miatt. Esztergomban volt sorkatona, ahol egyik parancsnoka tanácsára jelentkezett rádióbemondónak. Többszöri meghallgatás után a több mint 3000 pályázó közül végül egyedüliként került a Magyar Rádióhoz. 1956. augusztus 24-én szólalt meg először élőben a Kossuth Rádióban 16 óra 30 perckor. A forradalom napjaiban személyes tanúja, résztvevője volt a rádióban történt eseményeknek. Rádiósként már felvették az ELTE Bölcsészettudományi Kar magyar–történelem szakára, ahol tanári képesítést szerzett, majd újabb három év angol szak után magyar nyelvészetből doktorált 1973-ban.
A Magyar Televízió népszerű műsorának, a Delta kisfilmjeinek egyik állandó narrátora volt. 2000 pünkösdjétől indult el a rádióban a magyar harangok történetét bemutató Déli harangszó című sorozat, amelynek során minden héten más-más Kárpát-medencei magyar templom harangja szól délben a Kossuth Rádióban. Ennek narrátori feladatait a kezdetektől ellátta. Több mint 300 harangot szólaltattak meg. Több nevezetes személy temetését is levezette: Horthy Miklós kormányzó kenderesi újratemetését, Bethlen István miniszterelnök hamvainak hazai földbe helyezését és Grósz Károly temetését. A Mesélő Krónikák című ismeretterjesztő műsort is ő vezette.
Érdekességként megemlíthető, hogy a Váci utcai, egykori Fontana Üzletház előtt álló Hermész-kút, részben neki köszönhető, hiszen a Duna utcai ház bontásakor a szobrot az ő kérésére mentették meg. A szobor előbb a Magyar Rádió kertjébe, majd Zebegénybe került. Az 1985-ben bronzból újraöntött szobor a kúttal, 1983-tól volt a Váci utca dísze.

## Szakmai pozíciók
1973-tól tagja volt a Magyar Nyelvtudományi Társaságnak, majd később a Magyar Rádió nyelvi bizottságának. Az Anyanyelvápolók Szövetsége elnökségi tagja, elnöke volt a Magyar Nemzeti Fórumnak, a Lezsák Sándor vezetésével, 2004. március 5-én, Veszprémben megalapított Mindszenty társaság 15 „alapító atyáinak” egyike. Nyugalomba vonulását követően a Központi Papnevelő Intézet rektora, Bíró László püspök meghívására az intézet retorikatanára lett.

## Művei
- A nagyítás, túlzás, kicsinyítés stilisztikai vizsgálata a Magyar Rádió nyelvében; ELTE, Budapest, 1975 (Nyelvtudományi dolgozatok)
- A fehér szmokingos lovag, i. m. Reithauser Frigyes; szerk. Koltay Gábor, Bőzsöny Ferenc; Szabad Tér, Budapest, 2001
- Aki a harangért szól… azaz Harangszótól a hangszórón át harangszóig, avagy Bőzsöny, azaz mélyhangú érchegység a dumakanyarban”; Schöck Bt., Szekszárd, 2006 + CD-ROM

## Hangoskönyv
- Wass Albert: Hagyaték

## Sikerei, díjai
- A Magyar Rádió és Televízió nívódíja
- 1997-ben kapta meg a Kazinczy-díjat.[2]
- A 2000. millenniumi esztendőben a magyar nyelv ápolásáért és magas szintű közreadásáért kiérdemelte a Magyar Köztársasági Érdemrend lovagkeresztjének kitüntető elismerését.[2] Majd Budapest Belváros-Lipótváros és Zebegény díszpolgárává választották.
- Petőfi Sándor Sajtószabadság-díj (2005)
- Tiszteletbeli tengerész